# Buthayna Al-Yaqoubi
Buthayna Eid Al-Yaqoubi (ur. 31 stycznia 1991) – omańska lekkoatletka, sprinterka, olimpijka.
Zawodniczka brała udział w igrzyskach w Pekinie, startując w biegu na 100 metrów kobiet, odpadła w 1. rundzie zajmując ostatnie 9. miejsce w swoim biegu.